# 에토 하지메
에토 하지메(일본어: 衛藤 元, 1973년 4월 21일 ~ )는 일본의 축구 감독이다.

## 지도자 경력
2015년 성적 부진으로 물러난 미노베 나오히코 감독을 대신해, AC 나가노 파르세이루의 감독으로 취임하였다.